# Hapalomantis minima
Hapalomantis minima är en bönsyrseart som först beskrevs av Werner 1906.  Hapalomantis minima ingår i släktet Hapalomantis och familjen Iridopterygidae. Inga underarter finns listade i Catalogue of Life.